# 单边带调制

调幅和单边带信号频谱示意图。相比于基带，下边带（LSB）频谱是反相的。举例来说，一个2 kHz的音频基带信号调制到一个5 MHz的载波上，如果是上边带（USB）的话会产生5.002 MHz的频率，下边带就会是4.998 MHz。

在无线电通信中，单边带调制（SSB）或单边带抑制载波（SSB-SC），是一种可以更加有效的利用电能和带宽的调幅技术。调幅技术输出的调制信号带宽为源信号的两倍。单边带调制技术可以避免带宽翻倍，同时避免将能量浪费在载波上，不过因为设备变得复杂，成本也会增加。

## 历史
单边带调制的专利由约翰·伦肖·卡森于1915年12月1日在美国获得。美国海军在一战以前就曾在它的无线电电路试验过单边带调制。 从1927年1月7日从纽约到伦敦的长波跨大西洋公共无线电话电路开始，单边带调制第一次进入商业服务。大功率单边带发射机位于纽约罗基波因特和英国拉格比。接收机位于缅因州霍尔顿和苏格兰庫珀的僻静之处。
单边带调制一般使用在长途电话线路上，是FDM（分频多工）技术的一部分。FDM首先在20世纪30年代被电话公司使用，这一技术使得多路语音信号可以通过一条物理电路进行传输。单边带调制技术通过将信道分为4000Hz的等份，每一份传输频宽为300–3,400Hz的语音信号。
业余无线电爱好者在二战之后开始试验单边带调制。从那时起，它就成为了事实上的长距离语音无线电通讯的标准。

## 数学表述
在其中一个基带波形来自其他基带波形，而非独立信息的特殊情况下，单边带具有正交幅度调制（QAM）的数学形式：
| {\displaystyle s_{\text{ssb}}(t)=s(t)\cdot \cos(2\pi f_{0}t)-{\widehat {s}}(t)\cdot \sin(2\pi f_{0}t),\,} |  | Eq.1 |

其中 {\displaystyle s(t)\,} 是信号，{\displaystyle {\widehat {s}}(t)\,} 是它的希爾伯特轉換，而 {\displaystyle f_{0}\,} 是无线电载波频率。
要理解这个公式，我们可以将 s(t) 表示成两个复值函数的和：
{\displaystyle s(t)={\tfrac {1}{2}}\underbrace {(s(t)+j\cdot {\widehat {s}}(t))} _{s_{a}(t)}+{\tfrac {1}{2}}\underbrace {(s(t)-j\cdot {\widehat {s}}(t))} _{s_{a}^{*}(t)},}
其中 {\displaystyle j} 表示虛數單位，{\displaystyle s_{a}(t)} 是 {\displaystyle s(t)} 的解析表示，而 {\displaystyle s_{a}^{*}(t)} 是它的复共轭。这个表示将 {\displaystyle s(t)} 的非负频率分量和非正频率分量分开。换句话说：
{\displaystyle {\tfrac {1}{2}}S_{\mathrm {a} }(f)={\begin{cases}S(f),&{\text{for}}\ f>0,\\0,&{\text{for}}\ f<0,\end{cases}}}
其中 {\displaystyle S_{\mathrm {a} }(f)} 与 {\displaystyle S(f)} 分别是 {\displaystyle s_{a}(t)} 和 {\displaystyle s(t)} 的傅里叶变换。频率平移函数 {\displaystyle S_{\mathrm {a} }(f-f_{0})} 只包含 {\displaystyle S(f)} 的一边。因为只含有正频率成分，所以它的傅里叶逆变换为{\displaystyle s_{\text{ssb}}(t)} 的解析表示：
{\displaystyle {\mathcal {F}}^{-1}\{S_{\mathrm {a} }(f-f_{0})\}=s_{a}(t)\cdot e^{j2\pi f_{0}t}=s_{\text{ssb}}(t)+j\cdot {\widehat {s}}_{\text{ssb}}(t).\,}
因此，用欧拉公式把 {\displaystyle e^{j2\pi f_{0}t}} 展开，我们就会得到Eq.1：
{\displaystyle {\begin{aligned}s_{ssb}(t)&=Re{\big \{}s_{a}(t)\cdot e^{j2\pi f_{0}t}{\big \}}\\&=Re\left\{\ [s(t)+j\cdot {\widehat {s}}(t)]\cdot [\cos(2\pi f_{0}t)+j\cdot \sin(2\pi f_{0}t)]\ \right\}\\&=s(t)\cdot \cos(2\pi f_{0}t)-{\widehat {s}}(t)\cdot \sin(2\pi f_{0}t).\end{aligned}}}
用相干解调将 {\displaystyle s_{\text{ssb}}(t)} 恢复成 {\displaystyle s(t)} 的过程是与幅度调制相同的：乘以 {\displaystyle \cos(2\pi f_{0}t),} 并用低通滤波器除去 {\displaystyle 2f_{0}} 频率附近的“倍频”成分。如果解调载波不能得到正确的相位（这里是余弦相位），解调信号就会是 {\displaystyle s(t)} 与 {\displaystyle {\widehat {s}}(t)} 的某种线性组合，这在语音通信中通常是可以接受的（如果解调载波频率不是十分正确，相位会周期性地漂移，在频率误差很小的情况下，又会处在语音通信可接受的范围内；业余无线电爱好者有时甚至会容忍更大的频率误差，就会引起不自然的声音音调变化现象）。

### 下边带
{\displaystyle s(t)} 也可以作为复共轭 {\displaystyle s_{a}^{*}(t)} 的实部来恢复，该复共轭表示 {\displaystyle S(f)} 的负频率部分。当 {\displaystyle f_{0}\,} 足够大时，{\displaystyle S(f-f_{0})} 没有负频率，乘积 {\displaystyle s_{a}^{*}(t)\cdot e^{j2\pi f_{0}t}} 是另一个解析信号，它的实部是真正的低边带传输：
{\displaystyle {\begin{aligned}s_{a}^{*}(t)\cdot e^{j2\pi f_{0}t}&=s_{\text{lsb}}(t)+j\cdot {\widehat {s}}_{\text{lsb}}(t)\\s_{lsb}(t)&=Re{\big \{}s_{a}^{*}(t)\cdot e^{j2\pi f_{0}t}{\big \}}\\&=s(t)\cdot \cos(2\pi f_{0}t)+{\widehat {s}}(t)\cdot \sin(2\pi f_{0}t).\end{aligned}}}
需要注意的是，两个边带信号的总和：
{\displaystyle 2s(t)\cdot \cos(2\pi f_{0}t),\,}
抑制载波双边带调幅的经典模型。

## 信号产生方法

### 带通滤波

普通调幅信号频谱图。

一个调幅信号，由载波信号和两个频移后的调制信号构成。两个频移后的调制信号分别在载波信号的两侧，其中频率较低的那个信号是频率反转后的信号。俗称为边带。
一种生成单边带调制信号的方法是将其中一个边带通过滤波去除，只留下上边带或者下边带。而且载波一般也需要经过衰减或者完全滤除（抑制）。这通常称为抑制单边带载波。假如原调制信号的两个边带是对称的，那么经过这一变换后，并不会造成任何的信息遗失。因为最终的射频放大器只发射一个边带，这样有效输出功率就会比普通的调幅方式大。单边带调制虽然具有使用带宽小、节省能量的优点，但是它无法被普通的调幅检波器解调。

### 哈特利调制
另外一种产生单边带调制信号的方法为哈特利调制。这种调制方法是根据R·V·L·哈特利命名的。该调制方法使用了相移方法来抑制不需要的边带。具体方法是，先将原始信号相移90°、载波信号也相移90°，再将原信号与原载波信号调制，相移后的信号与相移后的载波信号调制，这样就生成了两个调制后的信号。这两个调制后的信号通过加减，就可以获得边带信号。这种调制方法的一个好处就是，它可以允许解析单边带信号的表达式。这样有利于更好的理解单边带信号的同步检测效果。
将信号相移90°无法依靠简单的延迟信号得到。在模拟电路中，通常使用相移网络来实现。在真空管收音机流行的年代，这种方法非常流行，但后来因为成本的问题，使用的越来越少了。不过，现在这种调制方法在业余无线电和数字信号处理器领域很流行。利用希尔伯特变换，可以在数字电路中以低成本实现这种调制方法。

### 韦瓦调制
另一种实现方法是韦瓦调制，该方法仅使用低通滤波和正交混合就可以实现，是数字化的理想方法。
韦瓦调制的过程是，首先信号经过正交调制，然后再经过低通滤波，再经过正交调制。之后取和，则获得上边带信号，取差，则获得下边带信号。

## 残留边带（VSB）
残留边带调制（VSB）是介于单边带（SSB）调制与双边带（DSB）调制之间的一种调制方式，它既克服了DSB信号占用频带宽的问题，又解决了SSB滤波器不易实现的难题。
在残留边带调制，除了传送一个边带外，还保留了另外一个边带的一部分。对于具有低频及直流分量的调制信号，用滤波法实现单边带调制时所需要的过渡带无限陡的理想滤波器，在残留边带调制中已不再需要，这就避免了实现上的困难。
它的几何含义是，残留边带滤波器的传输函数 在载频 附近必须具有互补对称性，它可以看作是对截止频率为载波频率的理想滤波器的进行“平滑”的结果，习惯上，称这种“平滑”为“滚降”。显然，由于“滚降”，滤波器截止频率特性的“陡度”变缓，实现难度降低，但滤波器的带宽变宽。
残留边带信号显然也不能简单地采用包络检波，而必须采用图3-16所示的相干解调。
由于VSB基本性能接近SSB，而VSB调制中的边带滤波器比SSB中的边带滤波器容易实现，所以VSB调制在广播电视、通信等系统中得到广泛应用。

## 一般参考
- Partly from Federal Standard 1037C in support of MIL-STD-188

## 延伸阅读
- Sgrignoli, G., W. Bretl, R. and Citta. (1995). "VSB modulation used for terrestrial and cable broadcasts." IEEE Transactions on Consumer Electronics. v. 41, issue 3, p. 367 - 382.
- J. Brittain, (1992). "Scanning the past: Ralph V.L. Hartley", Proc. IEEE, vol.80,p. 463.
- eSSB - Extended Single Sideband （页面存档备份，存于）